# 바핑주

코트디부아르 지도에 표시된 바핑주(진한 빨간색)의 위치

바핑주(프랑스어: Bafing)는 코트디부아르 북서부에 위치한 주로 주도는 투바(Touba)이며 면적은 8,720km2, 인구는 178,400명(2002년 기준)이다. 2011년에 실시된 코트디부아르의 행정 구역 개편에 따라 워로바구에 속하게 되었다. 3개 도(코로도, 투바도, 우아니누도)를 관할한다.